# Tetragnatha flagellans
Tetragnatha flagellans là một loài nhện trong họ Tetragnathidae.
Loài này thuộc chi Tetragnatha. Tetragnatha flagellans được miêu tả năm 1882 bởi Hasselt.